# Ralph Warburton
Ralph Arthur Warburton (* 7. Januar 1924 in Cranston, Rhode Island; † 25. Dezember 2021 in Wakefield, Rhode Island) war ein US-amerikanischer Eishockeyspieler.

## Karriere
Ralph Warburton kam 1944 von den Boston Olympics zum Dartmouth College. Er bildete auf dem rechten Flügel zusammen mit Bruce Mather in der Mitte und Bruce Cunliffe auf dem linken Flügel eine Reihe. Die Mannschaft konnte in dieser Zeit 46 Spiele infolge ungeschlagen bleiben (davon 45 Siege). Am 20. Januar 1945 konnte Warburton im Spiel gegen die Cornell University 7 Punkte (5 Tore und 2 Assists) erzielen. In der Saison 1946/47 wurde Warburton zum Co-Kapitän des Teams ernannt. Während dieser Saison konnte er in zwei weiteren Spielen jeweils 4 Tore schießen.
Mit der US-amerikanischen Nationalmannschaft nahm Warburton an den Olympischen Winterspielen 1948 in St. Moritz teil. Da das Team mit Profispielern antrat, wurde es vom Internationalen Olympischen Komitee nachträglich disqualifiziert.
Nach den Olympischen Spielen spielte er zunächst bei den Milwaukee Clarks in der International Hockey League (IHL) und erneut mit Bruce Mather bei den Boston Olympics.
Warburton erwarb einen Master of Business Administration an der Tuck School of Business und arbeitete 25 Jahre lang bei Merrill Lynch. Von 1965 bis 1967 war er Präsident der National Ice Hockey Officials Association und wurde 1967 in die Rhode Island Heritage Hall of Fame aufgenommen.